# Software de produtividade
Software de produtividade (também chamado de software de produtividade pessoal ou software de produtividade de escritório) é um software aplicativo usado para produção de informações (como documentos, apresentações, planilhas, bancos de dados, tabelas, gráficos, pinturas digitais, música eletrônica e vídeo digital). Seus nomes surgiram a partir do aumento da produtividade, especialmente de trabalhadores de escritório individuais, de datilógrafos a trabalhadores do conhecimento, embora seu escopo seja agora mais amplo do que isso. As suítes de escritório, que trouxeram programas de processamento de texto, planilhas e banco de dados relacional para o ambiente de área de trabalho na década de 1980, são o principal exemplo de software de produtividade. Eles revolucionaram o escritório com a magnitude do aumento de produtividade que trouxeram em comparação com os ambientes de escritório anteriores à década de 1980 de máquinas de escrever, arquivamento de papel e listas e livros manuscritos. Nos Estados Unidos, cerca de 78% das ocupações de "habilidade média" (aquelas que exigem mais do que um diploma do ensino médio, mas menos do que um diploma de bacharel) agora exigem o uso de software de produtividade. Na década de 2010, o software de produtividade tornou-se ainda mais consumista do que já era, à medida que a computação se torna cada vez mais integrada à vida pessoal diária.

## Suíte de escritório

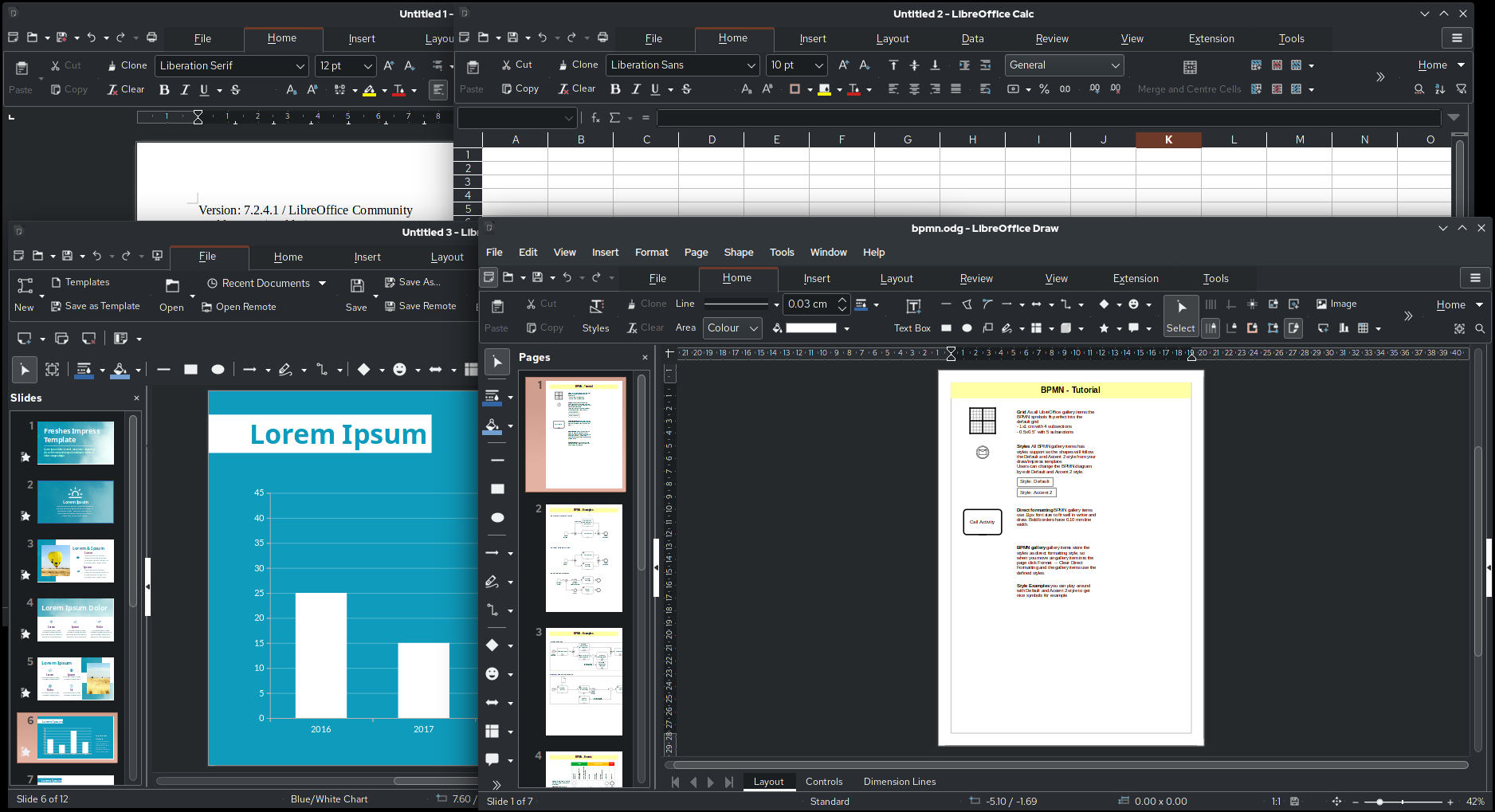
LibreOffice, um exemplo de suíte de escritório, mostrando Writer, Calc, Impress e Draw

Uma suíte de escritório é um pacote de software de produtividade (uma suíte de software) destinado a ser usado por funcionários de escritório. Os componentes geralmente são distribuídos juntos, têm uma interface de usuário consistente e geralmente podem interagir uns com os outros, às vezes de maneiras que o sistema operacional normalmente não permitiria.
A primeira suíte de escritório para computadores pessoais foi o StarBurst da MicroPro International no início dos anos 80, compreendendo o processador de texto WordStar, a planilha CalcStar e o software de banco de dados DataStar. Outras suítes surgiram na década de 1980, e o Microsoft Office passou a dominar o mercado na década de 1990.
Durante a década de 1990, os produtos de suítes de escritório ganharam popularidade oferecendo pacotes de aplicativos que, quando comprados como parte de um pacote, efetivamente davam descontos nos aplicativos individuais, com quatro ou cinco aplicativos sendo empacotados pelo preço de dois aplicativos comprados separadamente. Quando confrontados com tais economias potenciais, os clientes poderiam ser "tentados pela suíte, em vez do valor de um determinado produto", e em 1994 mais de 60% das vendas do Microsoft Word e cerca de 70% das vendas do Microsoft Excel eram como parte das vendas do Microsoft Office. Tais considerações tiveram um impacto nos fornecedores de aplicativos individuais, geralmente empresas menores, levantando preocupações de que as suítes de escritório estivessem "sufocando a inovação" e até mesmo fornecedores estabelecidos como Borland e WordPerfect estavam tendo que se adaptar ao fenômeno das suítes, a Borland acabou decidindo vender sua planilha Quattro Pro para o WordPerfect, pois este procurava montar seu próprio produto de suíte. Os fornecedores de suítes dominantes, Microsoft e Lotus, minimizaram as preocupações com competição e inovação, alegando que os usuários ainda podiam exercer a escolha e que o "desenvolvimento orientado ao usuário" estava orientando a evolução das suítes de escritório. Outra visão era que o software baseado em componentes acabaria surgindo, focando o desenvolvimento em componentes mais especializados usados por software de produtividade, capacitando "uma infinidade de desenvolvedores terceirizados", e que uma abordagem de "misturar e combinar" de tais componentes se adaptaria ao maneira de trabalhar do usuário.